# Karl Wilhelm von Scheibler
Karl Wilhelm svobodný pán von Scheibler (6. září 1772 Eupen – 29. ledna 1843 Josefov) byl rakouský generál. Jako důstojník jezdectva se vyznamenal statečností v napoleonských válkách, později dosáhl hodnosti polního podmaršála (1832) a svou kariéru završil jako velitel pevnosti v Josefově. Byl nositelem prestižního Řádu Marie Terezie a v roce 1814 byl povýšen na barona.

## Životopis
Pocházel z německé podnikatelské rodiny, narodil se jako třetí syn továrníka Bernharda Scheiblera (1724–1786) a jeho manželky Clary, rozené Mollové (1733–1802).
Původně sloužil v pruské armádě, během francouzských revolučních válek přešel do služeb Habsburků a v roce 1799 byl poručíkem u 1. hulánského pluku. Ještě téhož roku dosáhl hodnosti rytmistra, později vynikl ve druhé koaliční válce a v roce 1805 byl povýšen do hodnosti majora. 
Za účast v bitvě u Aspern dosáhl hodnosti podplukovníka (1809) a v hodnosti plukovníka v roce 1810 dočasně opustil aktivní službu, ale již v roce 1812 se vrátil do války. V letech 1814–1817 byl velitelem hulánského pluku č. 7, nakonec v roce 1817 převzal velení dragounského pluku č. 14, několik let jako posádkový velitel strávil v Praze. V roce 1823 byl povýšen na generálmajora a nakonec v roce 1832 dosáhl hodnosti polního podmaršála. V letech 1836–1839 byl velitelem pevnosti Legnano v severní Itálii a nakonec byl od roku 1839 velitelem pevnosti v Josefově, kde také zemřel.
Za zásluhy na bojišti byl v roce 1801 dekorován komandérským křížem Řádu Marie Terezie, obdržel také několik dalších vyznamenání. V roce 1814 byl povýšen do stavu svobodných pánů.

## Rodina
V roce 1803 se oženil s hraběnkou Marií Apolonií Vratislavovou z Mitrovic (1785–1853), dcerou Antonína Václava Vratislava z Mitrovic. Měli spolu čtyři děti, z nich syn Evžen Karel sloužil v armádě a dosáhl hodnosti rytmistra. Dcera Marie Terezie (1814–1879) se provdala za hraběte Františka Xavera z Auerspergu.
Jeho švagry byli polní maršál hrabě Evžen Vratislav z Mitrovic (1786–1867) a hrabě Jáchym Jindřich Voračický z Paběnic (1780–1838).